# Batalha de Lincoln (1217)
A Segunda Batalha de Lincoln ocorreu no Castelo de Lincoln no sábado, 20 de maio de 1217, durante a Primeira Guerra dos Barões, entre as forças do futuro Luís VIII da França e as forças do rei Henrique III da Inglaterra. As forças de Luís foram atacadas por uma força de socorro sob o comando de William Marshal, 1º Conde de Pembroke. Thomas, o conde du Perche, comandando as tropas francesas, foi morto e Luís foi expulso de sua base no sudeste da Inglaterra.

## Campo de batalha
A Lincoln medieval era uma cidade protegida por muralhas e, em sua região central, estava situado um castelo normando, o qual ocupava o cruzamento de duas estradas importantes  construídas pelos romanos: a Ermine Street e a Fosse Way. Essas estradas eram rotas transnacionais importantes para os ingleses devido ao local estratégico de Lincoln. A construção do Castelo de Lincoln, no topo de uma colina, foi ordenada pelo rei Guilherme I.
Na época da batalha, em maio de 1217, as forças de Luís haviam tomado a cidade de Lincoln, mas o Castelo de Lincoln permaneceu intacto. Sua guarnição, comandada por Castellan Nichola de la Haye, era leal ao rei Henrique e continuou a defender a importante fortificação das forças leais ao Príncipe Luís, lideradas por Tomás, o Conde de Perche.

## Batalha
As forças do Marechal se aproximavam da cidade de Stow, alguns quilômetros a noroeste de Lincoln. O avanço era conhecido por Tomás, Conde de Perche, mas seus cavaleiros estavam incertos quanto à força do inimigo. Foram formadas duas estratégias. Aqueles que acreditavam que a força do Marechal era relativamente pequena em número favorecia um plano ofensivo: uma reunião em um campo de batalha aberto na base da colina, antes que o Marechal pudesse chegar aos portões da cidade. Aqueles que acreditavam que o Marechal tinha uma força perigosamente grande favoreciam um plano mais defensivo: atrasar o Marechal nos portões do muro da cidade, e ao mesmo tempo pressionar o cerco, capturar o castelo e ocupar essa posição muito mais forte. O plano defensivo foi tomado, embora não sem alguma discórdia contínua.
O marechal seguiu para a seção dos muros da cidade mais próximos do castelo, no portão norte. Todos os arqueiros do Marechal, liderados pelo nobre Falkes de Breauté, assaltaram e tomaram o portão. As forças de Perche não responderam, mas continuaram o cerco ao castelo.
A principal força do Marechal assegurou o portão norte, enquanto os arqueiros de Breauté ocupavam posições altas nos telhados das casas. As forças de Perche foram atingidas por um conjunto de danos e uma chuva de morte. Então, no golpe final, cavaleiros e soldados do Marechal atacaram as forças de cerco de Perche. Para Perche foi oferecida uma rendição, mas lutou até a morte como o cerco caiu em uma fuga dispersa. Aqueles do exército de Louis que não foram capturados fugiram de Lincoln, pelo portão sul da cidade, para Londres. A batalha durou cerca de seis horas.

## Rescaldo e efeitos
A cidade de Lincoln foi saqueado pelo exército vitorioso do Marechal, com a pretensão de que era leal a Louis, mais tarde chamado de "A Feira de Lincoln'.

A Batalha de Lincoln foi o ponto de virada na Primeira Guerra dos Barões. Muitos dos inimigos de Henrique – barões que apoiaram Luís, e que ajudaram a fornecer, organizar e comandar as forças militares de Luís – foram capturados em Lincoln. Reforços franceses, sob o comando de Eustáquio, o Monge, foram então enviados através do Canal da Mancha para reforçar as forças de Luís. Os navios franceses foram derrotados por Hubert de Burgh na Batalha de Dover. Esta derrota reduziu muito a ameaça francesa à coroa inglesa e o príncipe Louis e suas forças restantes retornaram à França.